# Ляшко, Анастасия Анатольевна
Анастасия Анатольевна Ляшко (род. 17 февраля 2005, Москва) — российская волейболистка, центральная блокирующая.

## Биография
В детстве на протяжении 8 лет увлекалась конным спортом, а в 2019 году начала заниматься волейболом в московской спортивной школе «Виктория». Первый тренер — А. А. Антоненко. Уже через год была приглашена в Казань, где на протяжении одного сезона (в 2020—2021) выступала за фарм-команду ВК «Динамо-Ак Барс». В 2021—2022 играла за подмосковное «Заречье-Одинцово», в составе которого дебютировала в суперлиге чемпионата России. В 2022 заключила контракт с ВК «Тулица». С 2023 выступает за границей. В 2025 году в составе итальянской команды «Реале Мутуа Фенера» стала серебряным призёром Кубка вызова ЕКВ.

### Клубная карьера
- 2020—2021 —  «Динамо-Ак Барс»-УОР (Казань) — молодёжная лига;
- 2021—2022 —  «Заречье-Одинцово» (Московская область) — суперлига;
- 2022—2023 —  «Тулица» (Тула) — суперлига.
- 2023—2024 —  «Волеро Ле-Канне» (Ле-Канне) — Лига «А» (Франция);
- с 2024 —  «Реале Мутуа Фенера» (Кьери) — Серия «А1» (Италия).

## Достижения
- серебряный ( 2021) и бронзовый (2023) призёр Молодёжной лиги чемпионата России.
- серебряный призёр Кубка вызова ЕКВ 2025.